# Wissadula parviflora
Wissadula parviflora är en malvaväxtart som först beskrevs av A. St.-hil., och fick sitt nu gällande namn av R. E. Fries. Wissadula parviflora ingår i släktet Wissadula och familjen malvaväxter. Inga underarter finns listade i Catalogue of Life.